# Microlicia noblickii
Microlicia noblickii är en tvåhjärtbladig växtart som först beskrevs av John Julius Wurdack, och fick sitt nu gällande namn av Angela Borges Martins och Frank Almeda. Microlicia noblickii ingår i släktet Microlicia och familjen Melastomataceae. Inga underarter finns listade i Catalogue of Life.